# Aja Naomi King
Aja Naomi King (Los Ángeles, California; 11 de enero de 1985) es una actriz estadounidense. Es conocida por interpretar a Michaela Pratt en How to Get Away with Murder.

## Biografía
King nació en Los Ángeles, California. Recibió un BFA (Bachelor of Fine Arts) en Actuación de la Universidad de California en Santa Bárbara y un MFA de la Escuela de Arte Dramático de la Universidad Yale en 2010, donde participó en varias producciones, incluyendo Sueño de una noche de verano, La pequeña tienda de los horrores y Angels in America.

### Carrera
En febrero de 2014 fue elegida como uno de los personajes principales en la serie legal la ABC How to Get Away with Murder producida por Shonda Rhimes y protagonizada por Viola Davis. King interpreta el papel de Michaela Pratt, papel que le valió su primera nominación al NAACP Image Award como mejor actriz de reparto por su actuación en la serie.

### Vida personal
En marzo de 2021 anunció que estaba esperando su primer hijo, tras haber sufrido múltiples abortos espontáneos. En junio de 2021 anunció que había dado a luz a su primer hijo.

## Filmografía
| Cine       | Cine                        | Cine               | Cine                |
| Año        | Película                    | Rol                | Notas               |
| ---------- | --------------------------- | ------------------ | ------------------- |
| 2008       | Gloria Mundi                | Bailarina          | Cortometraje        |
| 2010       | A Basketball Jones          | Sara Walker        | Cortometraje        |
| 2010       | Eve                         | Celebridad         | Cortometraje        |
| 2011       | Damsels in Distress         | Positive Polly     |                     |
| 2012       | Love Synchs                 | Selene             | Cortometraje        |
| 2013       | 36 Saints                   | Joan               |                     |
| 2013       | Four                        | Abigayle           |                     |
| 2014       | The Rewrite                 | Rosa               |                     |
| 2016       | The Birth of a Nation       | Cherry Turner      |                     |
| 2017       | The Upside                  | Latrice            |                     |
| 2019       | A Girl from Mogadishu       | Ifrah Ahmed        |                     |
| 2020       | Sylvie's Love               | Mona               |                     |
| 2020       | The 24th                    | Marie              |                     |
| 2021       | Boxing Day                  | Lisa Dixon         |                     |
| Televisión |                             |                    |                     |
| Año        | Título                      | Rol                | Notas               |
| 2010       | Blue Bloods                 | Samaritan          | 1 episodio          |
| 2012       | Person of Interest          | Lisa               | 1 episodio          |
| 2012-2013  | Emily Owens, M.D.           | Cassandra Kopelson | Elenco principal    |
| 2013       | The Blacklist               | Elysa Ruben        | 1 episodio          |
| 2014       | Deadbeat                    | N'Cole             | 1 episodio          |
| 2014       | Black Box                   | Ali Henslee        | Elenco recurrente   |
| 2014-2020  | How to Get Away with Murder | Michaela Pratt     | Elenco principal    |
| 2018       | Scandal                     | Michaela Pratt     | Invitada 1 episodio |
| 2019       | A Black Lady Sketch Show    | Reclusa            | Invitada 1 episodio |
| 2023       | Lessons in Chemistry        | Harriet Sloane     | Miniserie           |